# Ситник, Ксения Михайловна
Ксе́ния Миха́йловна Си́тник (15 мая 1995, Мозырь, Гомельская область, Беларусь) — белорусская певица, телеведущая и журналист. Победительница «Детского Евровидения — 2005».

## Биография
Ксения Михайловна Ситник родилась 15 мая 1995 года в Мозыре. Мама Ксении Ситник — Светлана Стаценко — работала художественным руководителем в студии эстрадного пения «ЮМЭС». Отец Ксении, Михаил Ситник, — бизнесмен.
В 1998 году Ксения стала воспитанницей ДУ № 34 г. Мозыря. В 2000 году она одержала победу на конкурсе красоты «Мисс Верасок». В 2001 году начала заниматься в студии эстрадного вокала «ЮМЭС», художественным руководителем которой была её мать.
Ксения Ситник участвовала на многих конкурсах. В 2004 году на Международном фестивале детского творчества «Золотая пчёлка» (белорусский город Климовичи) Ксения стала обладателем диплома первой степени. В 2005 году она стала победителем городской олимпиады по русскому языку. В июле 2005 года Ксения приняла участие на детском конкурсе в рамках фестиваля Славянский базар в Витебске и победила на нём. Этот успех принёс ей известность. Впоследствии, благодаря участию в многочисленных конкурсах и фестивалях, Ксения стала известна в России, Польше и Германии.
26 ноября стала победительницей конкурса «Детское Евровидение — 2005» с песней «Мы вместе», набрав в общей сложности 149 баллов. А через год, 26 ноября 2006 года, прошла презентация её дебютного альбома, также названного «Мы вместе».
В декабре 2005 года Ксения Ситник сыграла главную роль в новогоднем мюзикле «Звёздная ночь-2006». В мае 2006 года появился первый клип певицы на песню «Маленький кораблик». Позже появились клипы на песни «Простая песенка» и «Нон-стоп».
Ксения Ситник училась в минской гимназии № 8 (окончила в 2013 году с отличием) и в минской музыкальной школе № 10 (окончила в 2010 году). До мая 2009 года была ведущей программы «Наша пятёрочка» белорусского телеканала «ЛАД», пока программа не была закрыта; по официальным данным, программу решено было закрыть потому, что Ксения повзрослела.
15 мая 2010 года, на пятнадцатый день рождения Ксении, в Минске был представлен её второй сольный альбом под названием «Республика Ксения».
В 2017 году Ксения Ситник окончила Англо-американский университет в Праге, где училась на журналиста, и получила степень бакалавра.
По состоянию на 2021 год, Ксения Ситник работает в сфере моды — журналистом и моделью. Летом 2022 года Ксения записала кавер-версию песни Happy End украинской группы Бумбокс.

## Дискография
- 2006 — Мы вместе
- 2010 — Республика Ксения